# Oregon Route 203
Az Oregon Route 203 (OR-203) egy oregoni állami országút, amely észak–déli irányban a 86-os útról leágazva az Interstate 84-től keletre, Baker City és La Grande között fekvő településeken át halad.
A szakasz Medical Springs Highway No. 340 néven is ismert, egyben a La Grande–Baker Highway No. 66 része.

## Leírás
A nyomvonal Baker Citytől északkeletre ágazik le a 86-os útról, majd a városi repülőtérig az Interstate 84-gyel párhuzamosan halad. A következő csomópontban keletre, röviddel utána pedig északkeletre fordul, majd a Powder-folyót keresztezve Medical Springsbe érkezik. A település után a szakasz kilencven fokos fordulatot véve északnyugatra halad, Unionban pedig két kilométer hosszan a 237-es úttal közös útvonalon halad. Újra északnyugatra fordulva Hot Lake után az út végül az Interstate 84-be csatlakozik.
Az út megnyitása utáni évtizedekben a Catherine-patak medrét többször is elterelték; mivel a vízben több veszélyeztetett halfaj is él, a felelősök a patak megőrzését segítő projekteket dolgoztak ki.

## Fordítás
- Ez a szakasz részben vagy egészben  az   Oregon Route 203 című angol Wikipédia-szócikk History című fejezete ezen változatának fordításán alapul.  Az eredeti cikk szerkesztőit annak laptörténete sorolja fel. Ez a jelzés csupán a megfogalmazás eredetét és a szerzői jogokat jelzi, nem szolgál a cikkben szereplő információk forrásmegjelöléseként.